# 長田文次郎
長田 文次郎（おさだ ぶんじろう、1861年（文久元年1月） - 1927年（昭和2年）1月19日）は、日本の政治家。衆議院議員（1期）。

## 経歴
隠岐国周吉郡(現・島根県隠岐郡)生まれ。漢学と国学を学び、周吉郡布施村(現・隠岐郡隠岐の島町)村長を5期務める。
1898年3月の第5回衆議院議員総選挙において島根6区から国民協会公認で立候補して当選した。衆議院議員を1期務め、同年8月の第6回衆議院議員総選挙で落選した。1927年に死去した。